# Бегемотовые
Бегемо́товые (лат. Hippopotamidae) — семейство парнокопытных, содержащее два рода, в которых имеется по одному виду: обыкновенный и карликовый бегемоты. Современные представители семейства бегемотовых встречаются только в Африке.
Результатами раскопок существование бегемотовых доказано уже с периода миоцена. Вплоть до плейстоцена они были распространены также в Европе и Азии. Новейшие генетические исследования намекают на то, что бегемотовые — ближайшие наземные родственники китов.
К вымершим видам бегемотовых относятся:
- Мадагаскарские бегемоты (Hippopotamus madagascariensis и Hippopotamus lemerlei), два небольших вида бегемотов, обитавших на острове Мадагаскар. Так как остров откололся от африканского континента ещё до возникновения парнокопытных, бегемоты могли попасть на остров лишь вплавь. Вымерли мадагаскарские бегемоты только в XV веке, причиной этому была, скорее всего, человеческая деятельность.
- Гигантский бегемот (Hippopotamus major), представитель мегафауны ледникового периода, на которого охотился неандерталец.
- Европейский бегемот (Hippopotamus antiquus), живший в Европе в плейстоцене.
- Островные бегемоты: жили на островах Средиземного моря. Несмотря на небольшие размеры, были генетически ближе к нынешнему обыкновенному бегемоту, чем к карликовому.
  - Кипрский карликовый бегемот (Hippopotamus minor)
  - Критский карликовый бегемот (Hippopotamus creutzburgi)
  - Мальтийский карликовый бегемот (Hippopotamus melitensis)
  - Сицилийский карликовый бегемот (Hippopotamus pentlandi)

## Эволюция
Долгое время предполагалось, что бегемоты — близкие родственники свиней, но современная наука предполагает, что бегемоты ближе китам. Около 50 миллионов лет назад у бегемотов и китов существовал общий предок (см. Индохиусы); не позднее, чем через 6 миллионов лет, эволюция разделила его потомство на две ветви. Бегемоты — развитие некогда многочисленного, полностью вымершего семейства Anthracotheriidae.